# Eduardo Airaldi Rivarola
Eduardo Airaldi Rivarola (né le 11 janvier 1922 à Puerto del Callao au Pérou et mort le 5 mars 1992 au Pérou) est un joueur, entraîneur, arbitre et dirigeant de basket-ball péruvien. En tant que joueur, il remporte le championnat d'Amérique du Sud 1943. Il est également entraîneur de nombreuses équipes péruviennes de basket-ball et arbitre international, arbitrant au championnat du monde 1950 et championnat du monde 1954 (dont la finale USA-Brésil). Il devient par la suite président de la Fédération péruvienne de basket-ball, secrétaire général de la COPABA (devenue FIBA Amériques) et membre du comité de la FIBA. Il est décoré de l'Ordre olympique. Il est intronisé au FIBA Hall of Fame en tant que contributeur en 2007, à titre posthume.